# UHK Krems
L'Union Handballklub Krems è una squadra di pallamano maschile austriaca con sede a Krems.

È stata fondata nel 1947.

## Palmarès

### Trofei nazionali
- Campionato austriaco: 3
  - 1972-73, 1974-75, 1976-77.
- ÖHB-Cup: 1
  - 2009-10.